# ブライアン・ロチェス
ブライアン・ジオバンニ・ロチェス・メヒア（Bryan Giovanni Róchez Mejía , 1995年1月1日 - ）は、ホンジュラス・テグシガルパ出身のプロサッカー選手。ポルトガル・プリメイラ・リーガのポルティモネンセSCに所属している。ポジションはFW。

## 来歴
2012年に国内リーグのレアル・エスパーニャでプロデビュー。2013-14シーズンに20ゴールを記録するなど、注目された。
2014年9月、メジャーリーグサッカーのオーランド・シティSCと契約。2015年シーズンより正式にリーグデビュー。3月14日のニューヨーク・シティFC戦でMLSデビュー。9月15日のスポルティング・カンザスシティ戦で初ゴールを記録したものの、同年シーズンは16試合3ゴールで終了。
2016年シーズンはオーランド・シティのBチームに送られ、更に古巣のレアル・エスパーニャに送還。翌2017年3月17日に解雇された。
その後アトランタ・ユナイテッドFCと契約するも、リーグ戦不出場のまま8月に解雇。その後リーガプロのCDナシオナルと契約した。
2022年7月13日、ポルティモネンセSCに移籍した。

## 代表歴
2011年にU-17のホンジュラス代表に招集され、2015年にはU-20代表として2015 FIFA U-20ワールドカップに出場。フル代表には2014年にデビューしている。

## タイトル
CDナシオナル
- リーガプロ:2017-18